# Discografie van Steve Wariner

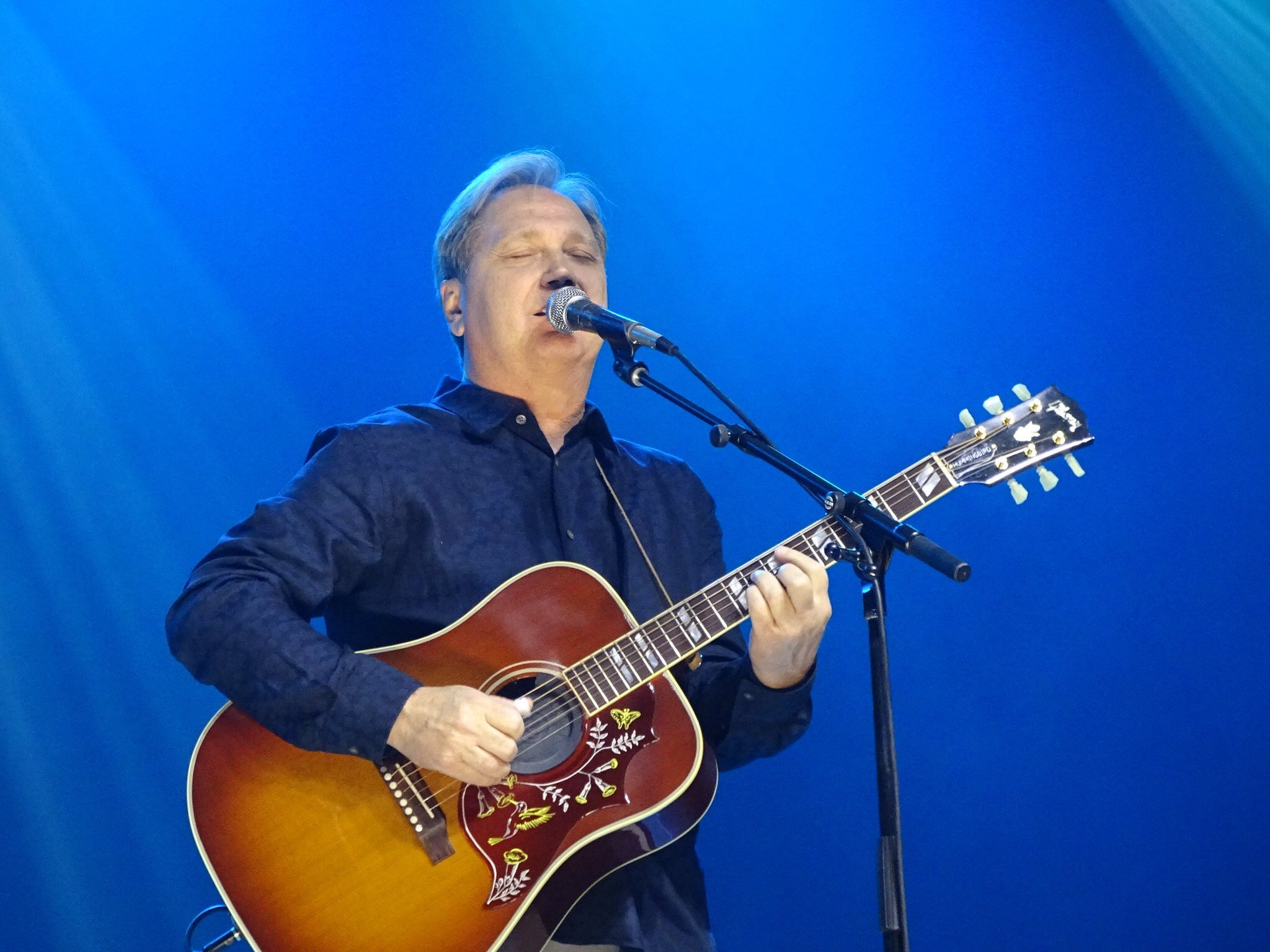
Steve Wariner

Steve Wariner is een Amerikaanse countryzanger, songwriter en gitarist. Zijn discografie omvat negentien studioalbums (een kerstalbum meegerekend), zes verzamelalbums en vijfenvijftig singles. Van zijn studioalbums zijn er drie met goud gecertificeerd door de Recording Industry Association of America (RIAA) voor de verkoop van elk 500.000 exemplaren: I Am Ready uit 1991 en Burnin' the Roadhouse Down en Two Teardrops uit respectievelijk 1998 en 1999. I Am Ready was Wariners eerste publicatie voor Arista Records Nashville na een lange periode bij RCA Records en MCA Records Nashville en Burnin' the Roadhouse Down, zijn eerste voor Capitol Records.
Van zijn vijfenvijftig solo-singles heeft Wariner negen keer de #1 in de Billboard country charts bereikt. Zijn eerste was All Roads Lead to You in 1981, gevolgd door twee streaks van drie opeenvolgende #1 elk: Some Fools Never Learn, You Can Dream of Me en Life's Highway tussen 1985 en 1986, en Small Town Girl, The Weekend en Lynda tussen 1986 en 1987, gevolgd door Where Did I Go Wrong en I Got Dreams, beide in 1989.
Wariner is ook te zien geweest als gastartiest op singles van Nicolette Larson, Glen Campbell, Mark O'Connor, Anita Cochran en Clint Black en heeft met Garth Brooks als gastvocalist op twee van zijn eigen singles gespeeld. Wariners gastoptreden op Cochrans hit What If I Said eind 1997-begin 1998 werd Wariners tiende #1 hit, evenals zijn eerste Billboard Hot 100 hit op #59. Hoewel hij na dit nummer nooit een #1 countryhit had gehad, bereikten zijn singles Two Teardrops en I'm Al Taken (de laatste heropname van zijn debuutsingle uit 1978, die dat jaar een piek op #63 bereikte) #30 en #42 in de hitlijsten en bereikten ook de Top 5 in de countrychart. Wariners laatste Top Tien countryhit was zijn gastvocaal op Blacks single publicatie Been There uit 2000, een #5 country- en #44 pophit.
Naast zijn single publicaties en gastoptredens, werkte Wariner samen met Lee Roy Parnell en Diamond Rio aan een vertolking van Workin' Man Blues, die #48 bereikte in de hitlijsten van Jed Zeppelin. Hij heeft ook een coverversie van Get Back van het The Beatles-tribute-album Come Together: America Salutes The Beatles uit 1995 en een kerstpublicatie van het album Shimmy Down the Chimney met meerdere artiesten van Capitol Records uitgebracht.

## Studioalbums

### Jaren 1980
| Titel                                                         | Album details                                                                    | Hoogste positie |
| Titel                                                         | Album details                                                                    | US Country      |
| ------------------------------------------------------------- | -------------------------------------------------------------------------------- | --------------- |
| Steve Wariner                                                 | - Publicatiedatum: 1982 - Label: RCA Records - Formats: lp, cassette             | 35              |
| Midnight Fire                                                 | - Publicatiedatum: 1983 - Label: RCA Records - Formats: lp, cassette             | 39              |
| One Good Night Deserves Another                               | - Publicatiedatum: 1985 - Label: MCA Records - Formats: lp, cd, cassette         | 20              |
| Life's Highway                                                | - Publicatiedatum: 1985 - Label: MCA Records - Formats: lp, cd, cassette         | 22              |
| It's a Crazy World                                            | - Publicatiedatum: 1987 - Label: MCA Records - Formats: lp, cd, cassette         | 30              |
| I Should Be with You                                          | - Publicatiedatum: 7 maart 1988 - Label: MCA Records - Formats: lp, cd, cassette | 20              |
| I Got Dreams                                                  | - Publicatiedatum: 1989 - Label: MCA Records - Formats: lp, cd, cassette         | 32              |
| "—" geeft publicaties aan die niet in de chart zijn geplaatst |                                                                                  |                 |

### 1990s
| Laredo                                                       | - Publicatiedatum: 28 februari 1990 - Label: MCA Records - Formats: cd, cassette            | 20 | —   | —  |            |
| I Am Ready                                                   | - Publicatiedatum: 22 oktober 1991 - Label: Arista Nashville - Formats: cd, cassette        | 28 | 180 | 16 | - US: Goud |
| Drive                                                        | - Publicatiedatum: 27 juli 1993 - Label: Arista Nashville - Formats: cd, cassette           | 51 | —   | 19 |            |
| No More Mr. Nice Guy                                         | - Publicatiedatum: 12 maart 1996 - Label: Arista Nashville - Formats: cd, cassette          | —  | —   | —  |            |
| Burnin' the Roadhouse Down                                   | - Publicatiedatum: 21 april 1998 - Label: Capitol Records Nashville - Formats: cd, cassette | 6  | 41  | 15 | - US: Goud |
| Two Teardrops                                                | - Publicatiedatum: 4 mei 1999 - Label: Capitol Nashville - Formats: cd, cassette            | 6  | 35  | 6  | - US: Goud |
| "—" geeft publicaties aan die niet in de chart zijn gebracht |                                                                                             |    |     |    |            |

### Jaren 2000
| Faith in You                                                 | - Publicatiedatum: 9 mei 2000 - Label: Capitol Nashville - Formats: cd, cassette      | 31 | —  |
| Steal Another Day                                            | - Publicatiedatum: 18 februari 2003 - Label: SelecTone Records - Formats: cd          | 31 | 12 |
| This Real Life                                               | - Publicatiedatum: 9 augustus 2005 - Label: SelecTone Records - Formats: cd, download | —  | —  |
| My Tribute to Chet Atkins                                    | - Publicatiedatum: 23 juni 2009 - Label: SelecTone Records - Formats: cd, download    | —  | —  |
| "—" geeft publicaties aan die niet in de chart zijn gebracht |                                                                                       |    |    |

### Jaren 2010
| Titel                                                        | Album details                                                                           | Hoogste positie |
| Titel                                                        | Album details                                                                           | US Country      |
| ------------------------------------------------------------ | --------------------------------------------------------------------------------------- | --------------- |
| Guitar Laboratory                                            | - Publicatiedatum: 8 februari 2011 - Label: SelecTone Records - Formats: cd, download   | —               |
| It Ain't All Bad                                             | - Publicatiedatum: 10 september 2013 - Label: SelecTone Records - Formats: cd, download | 74              |
| All Over the Map                                             | - Publicatiedatum: 28 oktober 2016 - Label: SelecTone Records - Formats: cd, download   | —               |
| "—" geeft publicaties aan die niet in de chart zijn gebracht |                                                                                         |                 |

## Compilatiealbums
| Greatest Hits                                                | - Publicatiedatum: 1985 - Label: RCA Records - Formats: lp, cd, cassette                             | —  | —   |
| Down in Tennessee                                            | - Publicatiedatum: 1986 - Label: RCA Records - Formats: lp, cassette                                 | —  | —   |
| Greatest Hits                                                | - Publicatiedatum: 7 september 1987 - Label: MCA Records - Formats: lp, cd, cassette                 | 25 | 187 |
| Greatest Hits Vol. 2                                         | - Publicatiedatum: 25 oktober 1990 - Label: MCA Records - Formats: cd, cassette                      | —  | —   |
| Super Hits                                                   | - Publicatiedatum: 29 september 1998 - Label: RCA Records - Formats: cd, cassette                    | —  | —   |
| The Hits                                                     | - Publicatiedatum: 6 oktober 1998 - Label: MCA Records - Formats: cd, cassette                       | —  | —   |
| Ultimate Collection                                          | - Publicatiedatum: 29 augustus 2000 - Label: Hip-O Records/Universal Music Enterprises - Formats: cd | —  | —   |
| The Hits Collection                                          | - Publicatiedatum: 25 maart 2003 - Label: Capitol Nashville - Formats: cd                            | —  | —   |
| "—" geeft publicaties aan die niet in de chart zijn gebracht | |    |     |

## Vakantie albums
| Jaar                                                         | Album details                                                                         | Hoogste positie |
| Jaar                                                         | Album details                                                                         | US Country      |
| ------------------------------------------------------------ | ------------------------------------------------------------------------------------- | --------------- |
| Christmas Memories                                           | - Publicatiedatum: 16 oktober 1990 - Label: MCA Records - Formats: cd, cassette       | 71              |
| Guitar Christmas                                             | - Publicatiedatum: 12 oktober 2010 - Label: SelecTone Records - Formats: cd, download | —               |
| "—" geeft publicaties aan die niet in de chart zijn gebracht |                                                                                       |                 |

## Singles

### Jaren 1970 en 1980
| Jaar                                                         | Single                                | Hoogste chartpositie | Hoogste chartpositie | Album                           |
| Jaar                                                         | Single                                | US Country           | CAN Country          | Album                           |
| ------------------------------------------------------------ | ------------------------------------- | -------------------- | -------------------- | ------------------------------- |
| 1978                                                         | I'm Already Taken                     | 63                   | —                    |                                 |
| 1978                                                         | So Sad (To Watch Good Love Go Bad)    | 76                   | —                    |                                 |
| 1978                                                         | Marie                                 | 94                   | —                    |                                 |
| 1979                                                         | Beside Me                             | 60                   | —                    |                                 |
| 1980                                                         | The Easy Part's Over                  | 41                   | —                    |                                 |
| 1980                                                         | Your Memory                           | 7                    | —                    | Steve Wariner                   |
| 1981                                                         | By Now                                | 6                    | 50                   | Steve Wariner                   |
| 1981                                                         | All Roads Lead to You                 | 1                    | 19                   | Steve Wariner                   |
| 1982                                                         | Kansas City Lights                    | 15                   | —                    | Steve Wariner                   |
| 1982                                                         | Don't It Break Your Heart             | 30                   | —                    | Steve Wariner                   |
| 1982                                                         | Don't Plan On Sleeping Tonight        | 27                   | 34                   | Steve Wariner                   |
| 1983                                                         | Don't Your Mem'ry Ever Sleep at Night | 23                   | 26                   | Midnight Fire                   |
| 1983                                                         | Midnight Fire                         | 5                    | 11                   | Midnight Fire                   |
| 1983                                                         | Lonely Women Make Good Lovers         | 4                    | 3                    | Midnight Fire                   |
| 1984                                                         | Why Goodbye                           | 12                   | 16                   | Midnight Fire                   |
| 1984                                                         | Don't You Give Up on Love             | 49                   | 46                   | Midnight Fire                   |
| 1984                                                         | What I Didn't Do                      | 3                    | 1                    | One Good Night Deserves Another |
| 1985                                                         | Heart Trouble                         | 8                    | 15                   | One Good Night Deserves Another |
| 1985                                                         | Some Fools Never Learn                | 1                    | 1                    | One Good Night Deserves Another |
| 1985                                                         | You Can Dream of Me                   | 1                    | 1                    | Life's Highway                  |
| 1986                                                         | Life's Highway                        | 1                    | 2                    | Life's Highway                  |
| 1986                                                         | Starting Over Again                   | 4                    | 11                   | Life's Highway                  |
| 1986                                                         | Small Town Girl                       | 1                    | 1                    | It's a Crazy World              |
| 1987                                                         | The Weekend                           | 1                    | 1                    | It's a Crazy World              |
| 1987                                                         | Lynda                                 | 1                    | 1                    | It's a Crazy World              |
| 1988                                                         | Baby I'm Yours                        | 2                    | 1                    | I Should Be with You            |
| 1988                                                         | I Should Be with You                  | 2                    | 1                    | I Should Be with You            |
| 1988                                                         | Hold On (A Little Longer)             | 6                    |                      | I Should Be with You            |
| 1989                                                         | Where Did I Go Wrong                  | 1                    | 1                    | I Got Dreams                    |
| 1989                                                         | I Got Dreams                          | 1                    | 3                    | I Got Dreams                    |
| 1989                                                         | When I Could Come Home to You         | 5                    | 10                   | I Got Dreams                    |
| "—" geeft publicaties aan die niet in de chart zijn gebracht |                                       |                      |                      |                                 |

### 1990s and 2000s
| Jaar                                                         | Single                                        | Hoogste chartpositie | Hoogste chartpositie | Hoogste chartpositie | Album                                      |
| Jaar                                                         | Single                                        | US Country           | US                   | CAN Country          | Album                                      |
| ------------------------------------------------------------ | --------------------------------------------- | -------------------- | -------------------- | -------------------- | ------------------------------------------ |
| 1990                                                         | The Domino Theory                             | 7                    | —                    | 3                    | Laredo                                     |
| 1990                                                         | Precious Thing                                | 8                    | —                    | 13                   | Laredo                                     |
| 1990                                                         | There for Awhile                              | 17                   | —                    | 16                   | Laredo                                     |
| 1991                                                         | Leave Him Out of This                         | 6                    | —                    | 11                   | I Am Ready                                 |
| 1992                                                         | The Tips of My Fingers                        | 3                    | —                    | 19                   | I Am Ready                                 |
| 1992                                                         | A Woman Loves                                 | 9                    | —                    | 12                   | I Am Ready                                 |
| 1992                                                         | Crash Course in the Blues                     | 32                   | —                    | 45                   | I Am Ready                                 |
| 1993                                                         | Like a River to the Sea                       | 30                   | —                    | 12                   | I Am Ready                                 |
| 1993                                                         | If I Didn't Love You                          | 8                    | —                    | 8                    | Drive                                      |
| 1993                                                         | Drivin' and Cryin'                            | 24                   | —                    | 65                   | Drive                                      |
| 1994                                                         | It Won't Be Over You                          | 18                   | —                    | —                    | Drive                                      |
| 1994                                                         | Drive                                         | 63                   | —                    | —                    | Drive                                      |
| 1995                                                         | Get Back                                      | 72                   | —                    | —                    | Come Together: America Salutes The Beatles |
| 1998                                                         | Holes in the Floor of Heaven                  | 2                    | —                    | 2                    | Burnin' the Roadhouse Down                 |
| 1998                                                         | Road Trippin'                                 | 55                   | —                    | 56                   | Burnin' the Roadhouse Down                 |
| 1998                                                         | Burnin' the Roadhouse Down (met Garth Brooks) | 26                   | —                    | 14                   | Burnin' the Roadhouse Down                 |
| 1998                                                         | Every Little Whisper                          | 36                   | —                    | 48                   | Burnin' the Roadhouse Down                 |
| 1999                                                         | Two Teardrops                                 | 2                    | 30                   | 5                    | Two Teardrops                              |
| 1999                                                         | I'm Already Taken (heropname)                 | 3                    | 42                   | 10                   | Two Teardrops                              |
| 2000                                                         | Faith in You                                  | 28                   | —                    | 60                   | Faith in You                               |
| 2000                                                         | Katie Wants a Fast One (met Garth Brooks)     | 22                   | —                    | 10                   | Faith in You                               |
| 2003                                                         | Snowfall on the Sand                          | 52                   | —                    | —                    | Steal Another Day                          |
| 2003                                                         | I'm Your Man                                  | 58                   | —                    | —                    | Steal Another Day                          |
| "—" geeft publicaties aan die niet in de chart zijn gebracht |                                               |                      |                      |                      |                                            |

## Andere singles

### Kerstsingles
| Jaar | Single                 | Hoogste positie | Album                                        |
| Jaar | Single                 | US Country      | Album                                        |
| ---- | ---------------------- | --------------- | -------------------------------------------- |
| 2000 | Christmas in Your Arms | 65              | Shimmy Down the Chimney: A Country Christmas |

### Promotiesingles
| Jaar | Single                    | Album             |
| ---- | ------------------------- | ----------------- |
| 1985 | When We're Together       | Greatest Hits     |
| 1986 | You Make It Feel So Right | Down in Tennessee |

### Gastsingles
| Jaar                                                         | Single                                    | Artiest          | Hoogste chartpositie | Hoogste chartpositie | Hoogste chartpositie | Album                                          |
| Jaar                                                         | Single                                    | Artiest          | US Country           | US                   | CAN Country          | Album                                          |
| ------------------------------------------------------------ | ----------------------------------------- | ---------------- | -------------------- | -------------------- | -------------------- | ---------------------------------------------- |
| 1986                                                         | That's How You Know When Love's Right     | Nicolette Larson | 9                    | —                    | 9                    | Rose of My Heart                               |
| 1987                                                         | The Hand That Rocks the Cradle            | Glen Campbell    | 6                    | —                    | 6                    | Still Within the Sound of My Voice             |
| 1991                                                         | Restless (met Ricky Skaggs en Vince Gill) | Mark O'Connor    | 25                   | —                    | 19                   | The New Nashville Cats                         |
| 1991                                                         | Now It Belongs to You                     | Mark O'Connor    | 71                   | —                    | 62                   | The New Nashville Cats                         |
| 1994                                                         | Workin' Man's Blues                       | Jed Zeppelin     | 48                   | —                    | —                    | Mama's Hungry Eyes: A Tribute to Merle Haggard |
| 1997                                                         | What If I Said                            | Anita Cochran    | 1                    | 59                   | 1                    | Back to You                                    |
| 2000                                                         | Been There                                | Clint Black      | 5                    | 44                   | 1                    | D'lectrified                                   |
| "—" geeft publicaties aan die niet in de chart zijn gebracht |                                           |                  |                      |                      |                      |                                                |

## B-kanten in de chart
| Jaar | B-kant        | Hoogste positie | originele A-kant |
| Jaar | B-kant        | US Country      | originele A-kant |
| ---- | ------------- | --------------- | ---------------- |
| 1979 | Forget Me Not | 49              | Beside Me        |

## Muziekvideo's
| Jaar | Video                        | Regisseur                   |
| ---- | ---------------------------- | --------------------------- |
| 1984 | Why Goodbye                  | Hogan Entertainment         |
| 1987 | The Weekend                  | Michael Salomon             |
| 1988 | I Should Be with You         | Michael Salomon             |
| 1990 | The Domino Theory            | Jerry Simer                 |
| 1991 | Leave Him Out of This        | Michael Merriman            |
| 1992 | The Tips of My Fingers       | Deaton-Flanigen Productions |
| 1992 | Crash Course in the Blues    | Julie Cypher                |
| 1993 | If I Didn't Love You         | Deaton-Flanigen Productions |
| 1993 | Drivin' and Cryin'           | Deaton-Flanigen Productions |
| 1994 | Drive                        | Deaton-Flanigen Productions |
| 1995 | Get Back                     | Steven Goldmann             |
| 1998 | Holes in the Floor of Heaven | Michael Salomon             |
| 1999 | Two Teardrops                | Charley Randazzo            |
| 1999 | I'm Already Taken            | Charley Randazzo            |
| 2000 | Faith in You                 | Peter Zavadil               |

### Gastoptredens
| Jaar | Video                                                                                 | Regisseur       |
| ---- | ------------------------------------------------------------------------------------- | --------------- |
| 1991 | Restless (met Mark O'Connor, Vince Gill en Ricky Skaggs)                              |                 |
| 1991 | Now It Belongs to You (met Mark O'Connor)                                             | Gustavo Garzon  |
| 1994 | Workin' Man Blues (met Diamond Rio en Lee Roy Parnell; gecrediteerd als Jed Zeppelin) | Deaton Flanigen |
| 1997 | This Night Won't Last Forever (met Sawyer Brown en Mac McAnally) (Live)               | Michael Salomon |
| 1997 | What If I Said (met Anita Cochran)                                                    | Jim Shea        |
| 2000 | Been There (met Clint Black)                                                          | Clint Black     |